# بی‌تقصیر!
بی‌تقصیر! (ایتالیایی: Senza colpa!) یک فیلم صامت ایتالیایی به کارگردانی کارمینه گالونه است که در سال ۱۹۱۵ منتشر شد. از بازیگران آن می‌توان به سوآوا گالونه اشاره کرد.